# Григорий IV Месемврийски
Григорий (на гръцки: Γρηγόριος, Григориос) е православен духовник, митрополит на Вселенската патриаршия.

## Биография
Той служи като протосингел на Драмската митрополия. През септември 1839 година е избран и по-късно ръкоположен за месемврийски митрополит. Умира в 1846 година.